# Detlef Müller (Mathematiker)

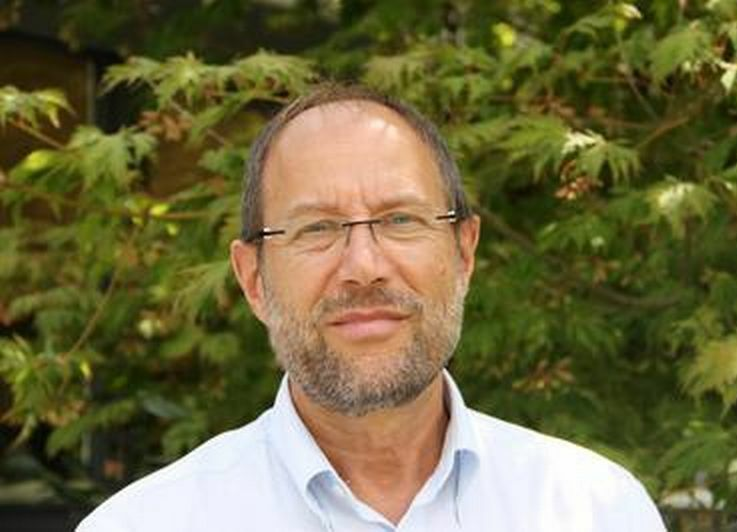
Detlef Müller, Oberwolfach 2014

Detlef Müller (* 13. Juni 1954 in Dissen) ist ein deutscher Mathematiker, der sich mit der Analysis befasst.
Müller wurde 1981 bei Horst Leptin (1927–2017) an der Universität Bielefeld promoviert (Das Syntheseverhalten glatter Hyperflächen mit homogenen Krümmungsverhältnissen im {\displaystyle \mathbb {R} ^{n}}), wo er sich 1984 auch habilitierte. 1992 wurde er Professor an der Universität Louis Pasteur in Straßburg und 1994 an der Universität Kiel.
Er befasst sich mit harmonischer Analysis (unter anderem auf Lie-Gruppen) mit Anwendungen auf partielle Differentialgleichungen.
2018 wurde er zum Fellow der American Mathematical Society ernannt. Müller ist Mitglied der Herausgebergremien des Journal of Lie Theory und der Annali di Matematica Pura ed Applicata.

## Schriften
- mit F. Ricci: Solvability for a class of doubly characteristic differential operators on two-step nilpotent groups, Annals of Mathematics, Band 143, 1996, S. 1–49
- Local solvability of linear differential operators with double characteristics. I. Necessary conditions. Math. Ann., Band 340, 2008, 23–75 doi:10.1007/s00208-007-0138-7
- mit Marco Peloso, Fulvio Ricci: Analysis of the Hodge Laplacian on the Heisenberg group, Memoirs of the American Mathematical Society 2016